# Pat Senatore
Pat Senatore (* 19. August 1935 in Newark, New Jersey) ist ein US-amerikanischer Jazzmusiker (Kontrabass, Bassgitarre) .

## Leben und Wirken
Senatore, dessen Vater ein Sänger aus Neapel war, erhielt ab dem Alter von fünf Jahren Solfeggio- und Geigenunterricht. Mit zehn Jahren unterbrach er diese klassische Ausbildung, um sich mit 14 Jahren für Jazz zu interessieren. Ein früher Schulfreund war Wayne Shorter, mit dem er auch die Newark Arts High School besuchte. In dieser Zeit spielte er zunächst Baritonsaxophon, bevor er zur Posaune und schließlich zum Kontrabass wechselte. Nach dem Schulabschluss studierte er zwei Jahre an der Julliard School of Music.
1960 zog er nach Los Angeles und spielte bald darauf im Orchester von Stan Kenton, mit dem 1961 erste Aufnahmen entstanden (Horns of Plenty, Vol. 2). In „The Blues Story“, geschrieben von Gene Roland auf dem Album Adventures in Blues, ist er als Solist herausgestellt. Dann spielte er bei Les Brown und wirkte er als Studiomusiker in den Fernseh-Shows von Bob Hope und Dean Martin mit. Ab 1962 war er als Bassgitarrist bei Herb Alpert & The Tijuana Brass, zu hören auf in den US-Charts erfolgreichen Easy-Listening-Produktionen wie The Lonely Bull, Whipped Cream & Other Delights (1965), The Beat of the Brass (1967) oder The Brass Are Coming (1969). Mit dieser Gruppe war er bis 1969 auf Tourneen. Mit John Pisano schrieb er in dieser Zeit den Titel Go-Go Gone. Dann arbeitete er mit Carmen McRae, Peggy Lee, Louis Bellson, Buddy Rich, Anita O’Day, Gabor Szabo, Teresa Graves, Hampton Hawes, Kai Winding oder Frank Sinatra, kehrte aber für das Album Summertime (1971) zu Herb Alpert zurück. Zwischen 1978 und 1983 leitete er den Jazzclub Pasquale’s in Malibu, der 1983 schloss.  Um 1979 nahm Senatore mit Frank Rosolino, Larry Willis und Roy McCurdy in dem Jazzclub auf.
In den frühen 1980er-Jahren spielte Senatore in der Formation Feather (Album Chen Yu Lips, mit Ray Pizzi, Eddie Harris, Frank Zotoli, Victor Feldman, Peter Sprague, Roy McCurdy, Luis Conte, Weaver Copeland, Mahmu Pearl). 1988 bekam er die Gelegenheit, für eine Aufnahmesession ein Trio mit Cedar Walton und Billy Higgins zusammenzustellen; mit diesem VIP Trio nahm er zwei Alben (Standards, Vol. 1/2) für das japanische Label California Breeze auf. In den 1990er-Jahren gehörte er der Band von Pat Britt und Wilbur Brown (mit Art Hillary und Clarence Johnston) an. Gemeinsam mit Milcho Leviev und Kevin Tullius bildete er 2000 das kollaborative Trio LeSenTu, das ein Album veröffentlichte. Unter eigenem Namen spielte er mit Josh Nelson und Mark Ferber 2008 und 2012 das Trioalbum Ascensione (Fresh Sound) ein. Nach einem Album mit Jane Getz (A Dot on the Map, 2013) entstand 2016 in Herb Alperts Restaurant Vibrato Grill Jazz der Livemitschnitt Inspirations (Fresh Sound), mit Tom Rainer und Christian Euman sowie Larry Koonse und Herb Alpert als Gastmusiker. Im Bereich des Jazz war er zwischen 1961 und 2016 an 36 Aufnahmesessions beteiligt.